# لویی ویتون
لویی ویتون (به فرانسوی: Louis Vuitton) که به اختصار ال‌وی نیز خوانده می‌شود، شرکت کالای لوکس و خانه مد فرانسوی است، که در سال ۱۸۵۴ توسط طراح فرانسوی لویی ویتون تأسیس شد. این شرکت طیف وسیعی از کالاهای لوکس را تولید و ارائه می‌نماید، این محصولات شامل: کالاهای چرمی، لباس‌های آماده، کفش، ساعت، طلا و جواهر، لوازم جانبی، عینک آفتابی، انواع کیف و چمدان، نوشت‌افزار و کتاب می‌باشند. لویی ویتون یکی از پیشروهای صنعت مد در جهان است، که محصولات خود را از طریق بوتیک‌های مستقل، فروشگاه‌های زنجیره‌ای و وب‌سایت شرکت، به فروش می‌رساند. شرکت لویی ویتون، برای شش سال متوالی (۲۰۰۶ تا ۲۰۱۲) به عنوان با ارزش‌ترین نام تجاری در زمینه کالاهای لوکس در جهان شناخته شده‌است. ارزش این برند، در سال ۲۰۱۲ معادل ۲۵٫۹ میلیارد دلار برآورد گردید. ولی تحلیل گران ارزش این برند را در سال ۲۰۲۶ تا ۳۰ میلیارد دلار گزارش می کنند.

## تاریخچه
در سال ۱۸۵۴ لویی ویتون که پسر یک نجار بود، این شرکت را تأسیس کرد. لویی با ساختن چمدان، کیف، ساک سفری و وسایل مورد نیاز مسافرت، نام خود را بر سر زبان‌ها انداخت. در آن زمان، تنها اشخاص بسیار ثروتمند جامعه توانایی مالی رفتن به سفر در تعطیلات را داشتند.
در سال ۱۸۹۲، لویی ویتون درگذشت و مدیریت شرکت به پسرش واگذار شد. پس از مرگ پدر، جورج ویتون با شرکت کردن در نمایشگاه جهانی شیکاگو در ۱۸۹۳، مبارزاتی را برای تبدیل کردن شرکت، به یک شرکت جهانی آغاز نمود. در سال ۱۸۹۶، شرکت طرح افسانه‌ای خود را بیرون داد و امتیاز آن را در سراسر دنیا ثبت نمود.
این شرکت بین سال‌های ۱۹۳۶ تا ۲۰۰۰ میلادی، شکل و مدل چرم خود را در تمامی محصولاتش از کیف پول‌های کوچک، تا چمدان‌های بزرگ استفاده نمود، اما برای توسعه تولید، در سال ۱۹۵۹ جنس چرم استفاده شده در محصولاتش را قدری نرم‌تر کرد، تا استفاده از کیف پول‌ها و کیف‌های دستی، آسان‌تر شود.
سال ۱۹۸۷، سال به وجود آمدن ال‌وام‌هاش بود. در این سال لویی ویتون و ۲ شرکت موئه‌اند شندون و هنسی برای تولید کالاهای مرغوب لوکس با هم ادغام شدند. در سال ۱۹۸۸ و پس از این ادغام، سود حاصل از شرکت لویی ویتون معادل ۴۹٪ درصد، بیشتر از سال قبل گزارش شد.
با ورود به دهه ۱۹۹۰ ایو کارسل به عنوان مدیر ال‌وی منصوب شد و در سال ۱۹۹۲ اولین فروشگاه این برند در چین؛ در پالاس هتل شهر پکن افتتاح شد. در سال ۱۹۹۷، لویی ویتون اولین کلکسیون نوشت‌افزارش را معرفی کرد. در سال ۱۹۸۸ این شرکت، مارک جیکوبز را به عنوان مدیر هنری شرکت قرار داد. افتتاح اولین فروشگاه در آفریقا؛ در کشور مراکش، در سال ۲۰۰۰ و بالاخره حضور در فستیوال بین‌المللی فیلم ونیز؛ ایتالیا آخرین فعالیت این شرکت در قرن بیستم بود.
در سال ۲۰۰۴، لویی ویتون یکصد و پنجاهمین سال تأسیس خود را جشن گرفت. در همین سال فروشگاه‌هایی در نیویورک، سائوپائولو، ژوهانسبورگ و شانگهای افتتاح شدند. در سال ۲۰۰۵، فروشگاه کمپس-الیسیز خود، که یکی از بزرگ‌ترین فروشگاه جهان است را، بازگشایی نمود و در همین سال کلکسیون ساعت اسپیدی را روانه بازار کرد.

## برند

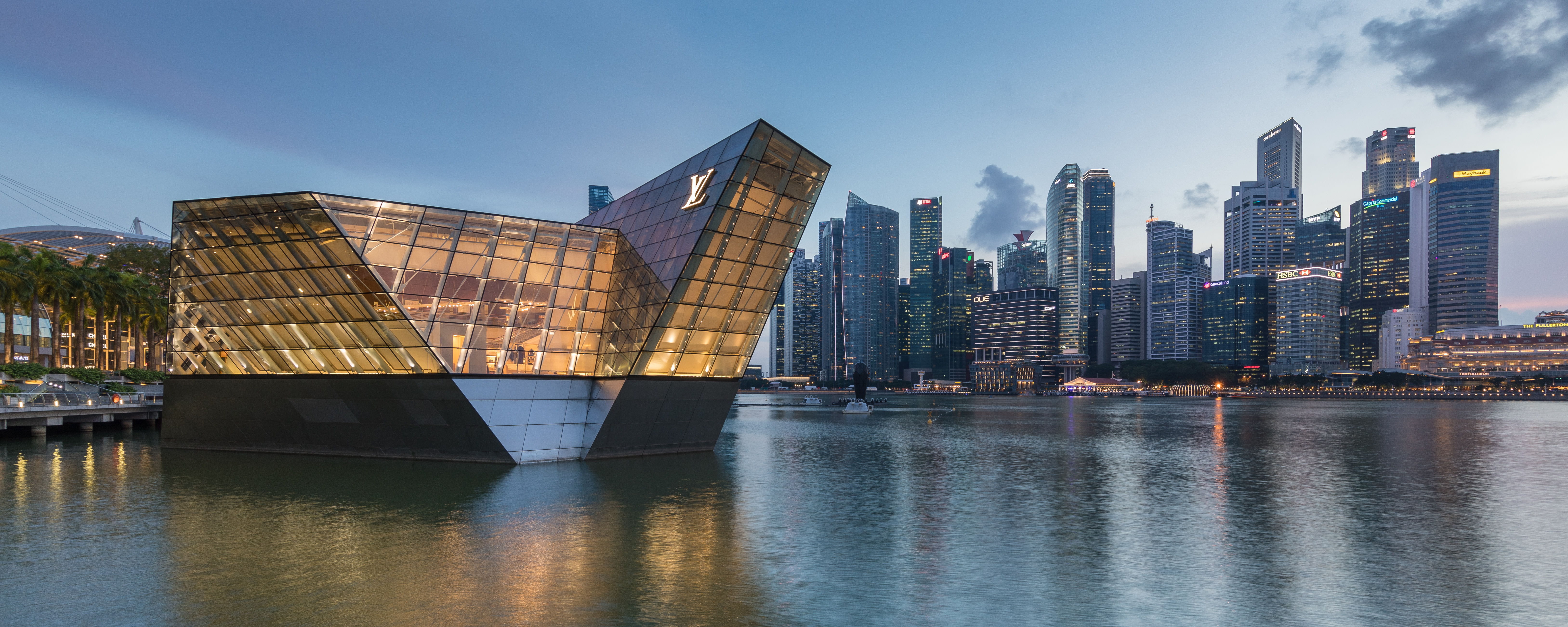
نگاره‌ای از معماری مُدرن فروشگاه لویی ویتون در سنگاپور. از برند لویی ویتون به عنوان یکی از باارزش‌ترین نام‌های تجاری در ردهٔ کالاهای لوکس دنیای مُد یاد می‌شود.

در قرن نوزدهم زمانی که صنعت توریسم یک ایده کاملاً جدید بود، این وجه تمایز حتی بسیار هم بیشتر شد. ایو کارسل مدیر عامل کنونی لویی ویتون:
تولد ویتون نویدبخش آغاز یک زندگی مدرن است. اینکه تولد نام تجاری لویی ویتان، در اواسط قرن نوزدهم که ماهیت مسافرت متحول می‌شد صورت گرفت، یک پدیده اتفاقی نیست.
این گسترش تولید به جای آنکه سبب کمرنگ شدن نام تجاری شود، موجب تقویت و استحکام آن شد. کالاهایی که لوگوی مشهور ال‌وی روی آن‌ها نقش بسته بود، در همه جا از بلوارهای پاریس و خیابان‌های لندن و نیویورک گرفته، تا بازارهای کشورهای هند و چین (که در آنجا لویی ویتون شناخته شده‌ترین مارک اروپایی بود) خواهان زیادی داشت. در سال ۱۹۸۹ لویی ویتون مالک ۱۳۰ فروشگاه بود.
بخشی از این تمایل و اشتیاق مردم، به دلیل پشتیبانی و حمایت چهره‌های مشهور از این برند بود. در زمان حیات لویی ویتون، امپراتریس اوژنی مشهورترین مشتری کالاهای برند ال‌وی بود. بسیاری از ستارگان مشهور سینما و مهاراجه‌های ثروتمند در نیمه اول قرن بیستم، مشتری پسر لویی ویتون بودند.
بعدها در اغلب عکس‌های ادری هپبورن، در زمان اوج شهرتش، کیف‌ها و چمدان‌های لویی ویتون هم دیده می‌شد؛ اما رمز واقعی موفقیت برند لویی ویتون، کنترل بود. این نام تجاری، همه کارها را از طراحی گرفته، تا پخش و توزیع، خودش انجام می‌داد. این کار نه تنها ضامن کیفیت کالا بود، بلکه به معنای «سود ناخالص تولید» تا حدود ۴۵٪ درصد نیز بود. یعنی سودی که بسیار بیشتر از نزدیک‌ترین رقبایش بود. با این کنترل، لویی ویتون توانست، بین تصویر از یک نام تجاری لوکس و تفکر مبتنی بر تولید و بازاریابی انبوه، رابطه برقرار سازد.

## کمپین تبلیغاتی
لویی ویتون از شیوه‌ها و تکنیک‌های بازاریابی انبوه، مثل جلب حمایت افراد مشهور و اسپانسری رخدادهای ورزشی، سود می‌برد. این کمپین جهانی تبلیغات چاپی و بیلبوردهای تبلیغاتی ویتون؛ از سال ۲۰۰۳ آغاز شده‌است و در آن، بازیگران سینما، خوانندگان و افراد مشهور شرکت نموده و به اجرای تبلیغات می‌پردازند و هدف کلی این کمپین، حمایت از برند لویی ویتون اعلام شده‌است.
معروف‌ترین حامیان لویی ویتون در این کمپین؛ عبارتند از: اسکارلت جوهانسون، جنیفر لوپز، کانیه وست، آنجلینا جولی، شان کانری، هایدن کریستنسن، اشتفی گراف، سلنا گومز، کاترین دنو و مدونا.
در تاریخ ۲ اوت ۲۰۰۷ این شرکت، در کمپین تبلیغاتی خود، از میخائیل گورباچف آخرین رهبر اتحاد جماهیر شوروی استفاده نمود!

## آمار
برند لویی ویتون از جمله باارزش‌ترین برندهای دنیاست. بر اساس مطالعات میلوارد براون در سال ۲۰۰۹، لویی ویتون، بیست و نهمین برند باارزش دنیا، پس از ژیلت و پیش از ولز فارگو محسوب می‌شد. در سال ۲۰۱۲ برای ششمین سال پیاپی، در فهرست منتشر شده توسط میلوارد؛ لویی ویتون با ارزشی معادل ۲۴٫۳ میلیارد دلار، قدرتمندترین برند در زمینه کالاهای لوکس معرفی شده‌است.
بزرگترین فروشگاه لویی ویتون، در لندن مستقر می‌باشد. لویی ویتون در سال ۲۰۱۲ میلادی سیزده کارگاه تولیدی، یک مرکز حمل و نقل بین‌المللی، بیش از ۲۰۰ بوتیک انحصاری در ۶۵ کشور و بیش از ۱۳ هزار کارمند داشته و درآمدی بالغ بر ۲۵٫۹ میلیارد دلار کسب نمود. درآمد این شرکت در سال ۲۰۱۳ به ۲۸٫۴ میلیارد دلار و در سال ۲۰۱۴ به ۳۴٫۹۱ میلیارد دلار افزایش یافته‌است. شمار کارکنان لویی ویتون هم‌اکنون بیش از ۱۲۱٫۲۸۹ نفر می‌باشد.

## نگارخانه

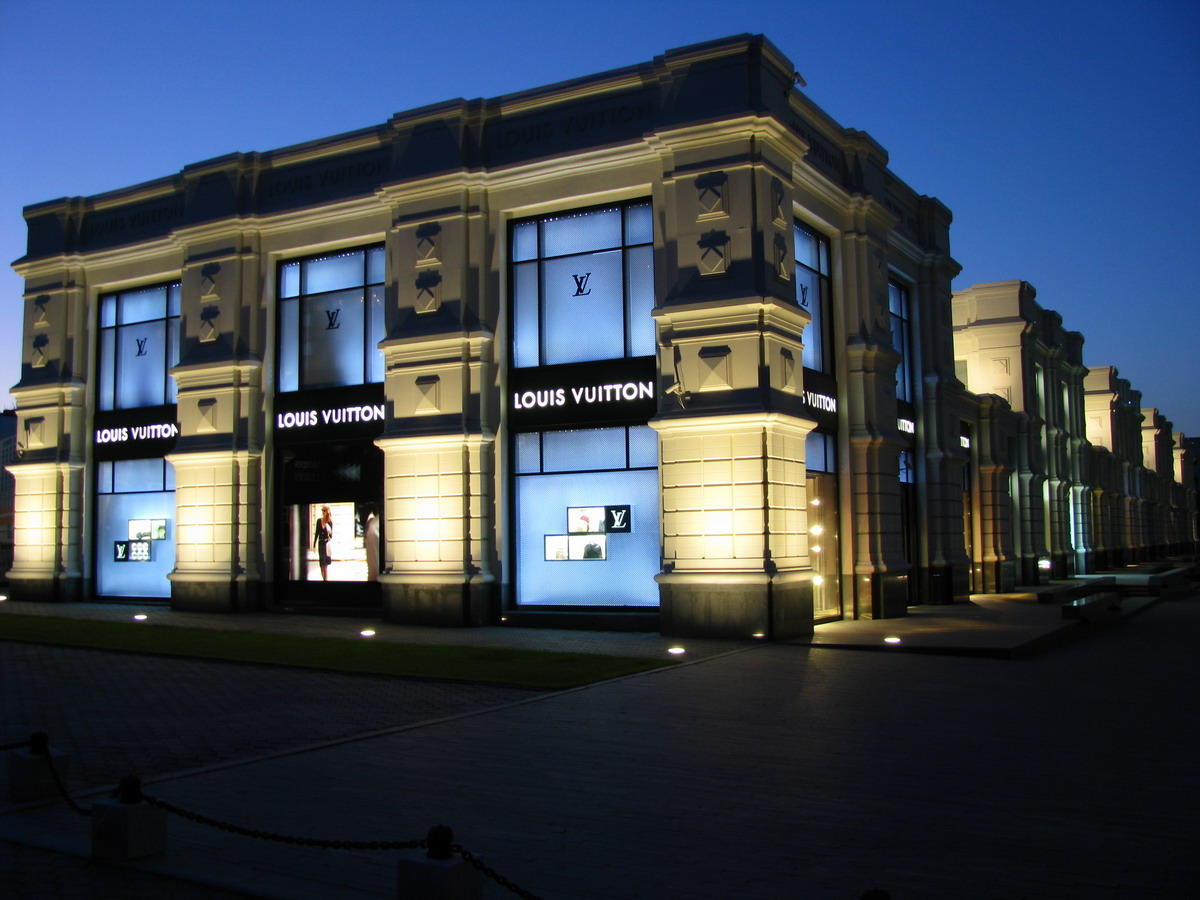
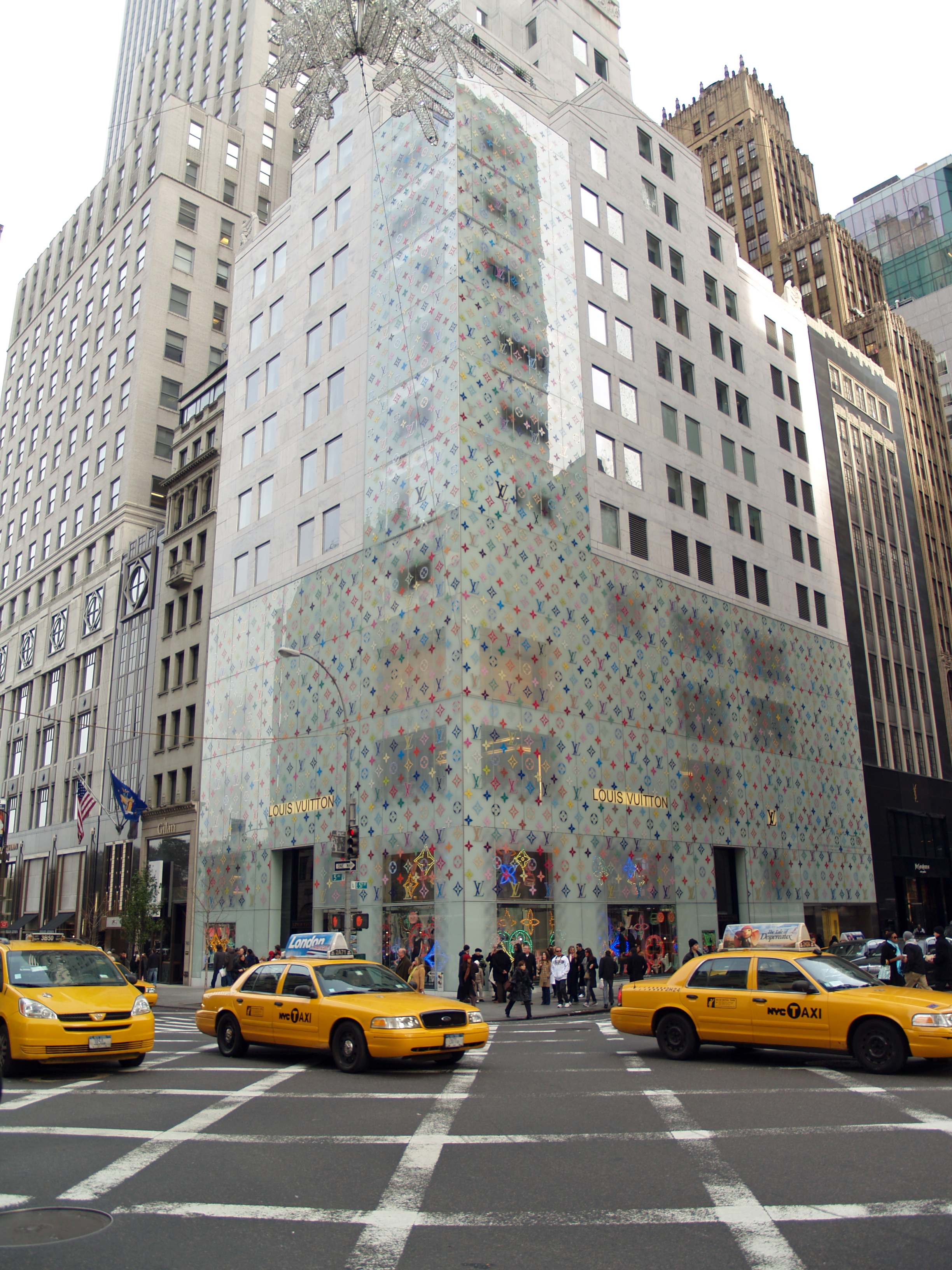
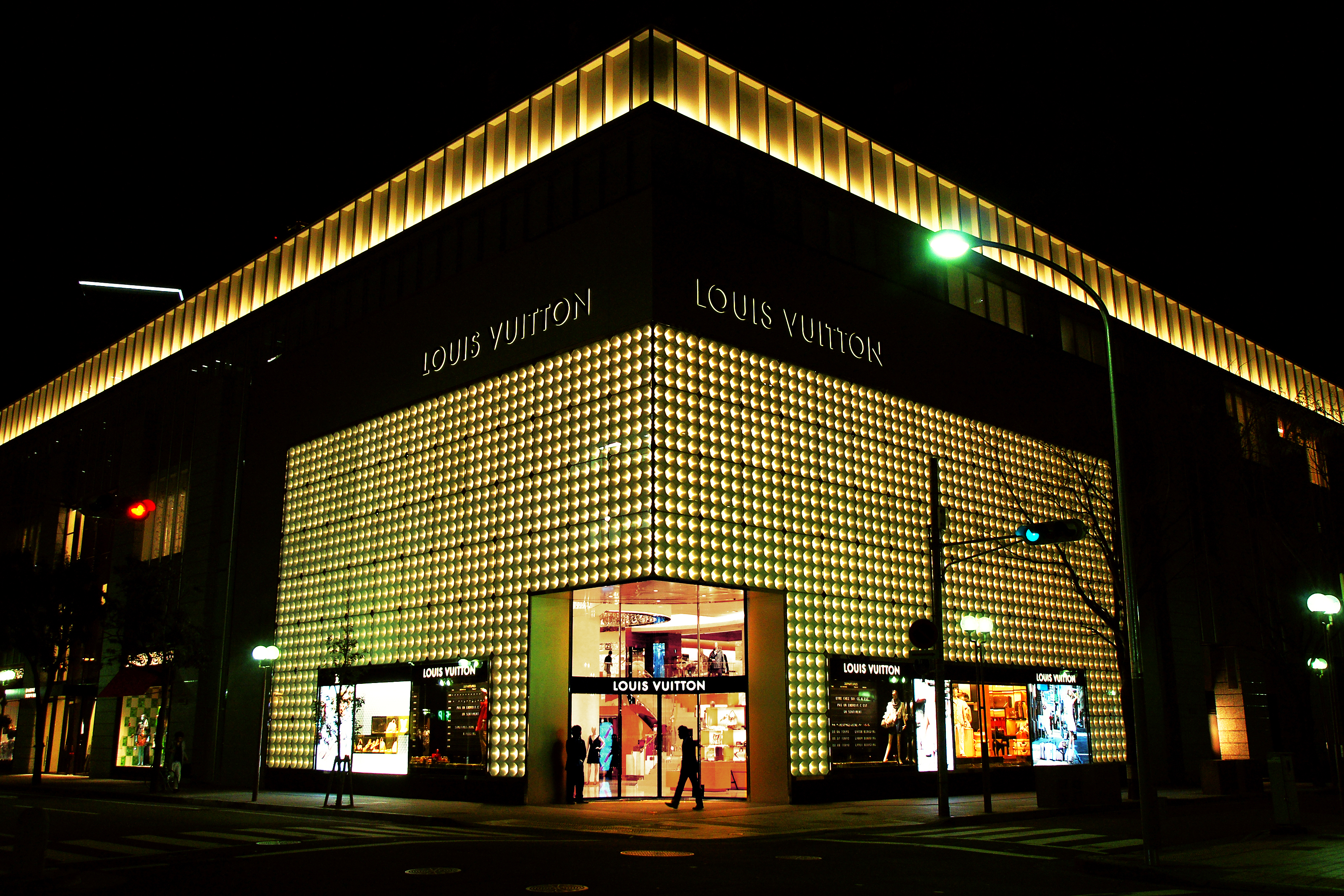
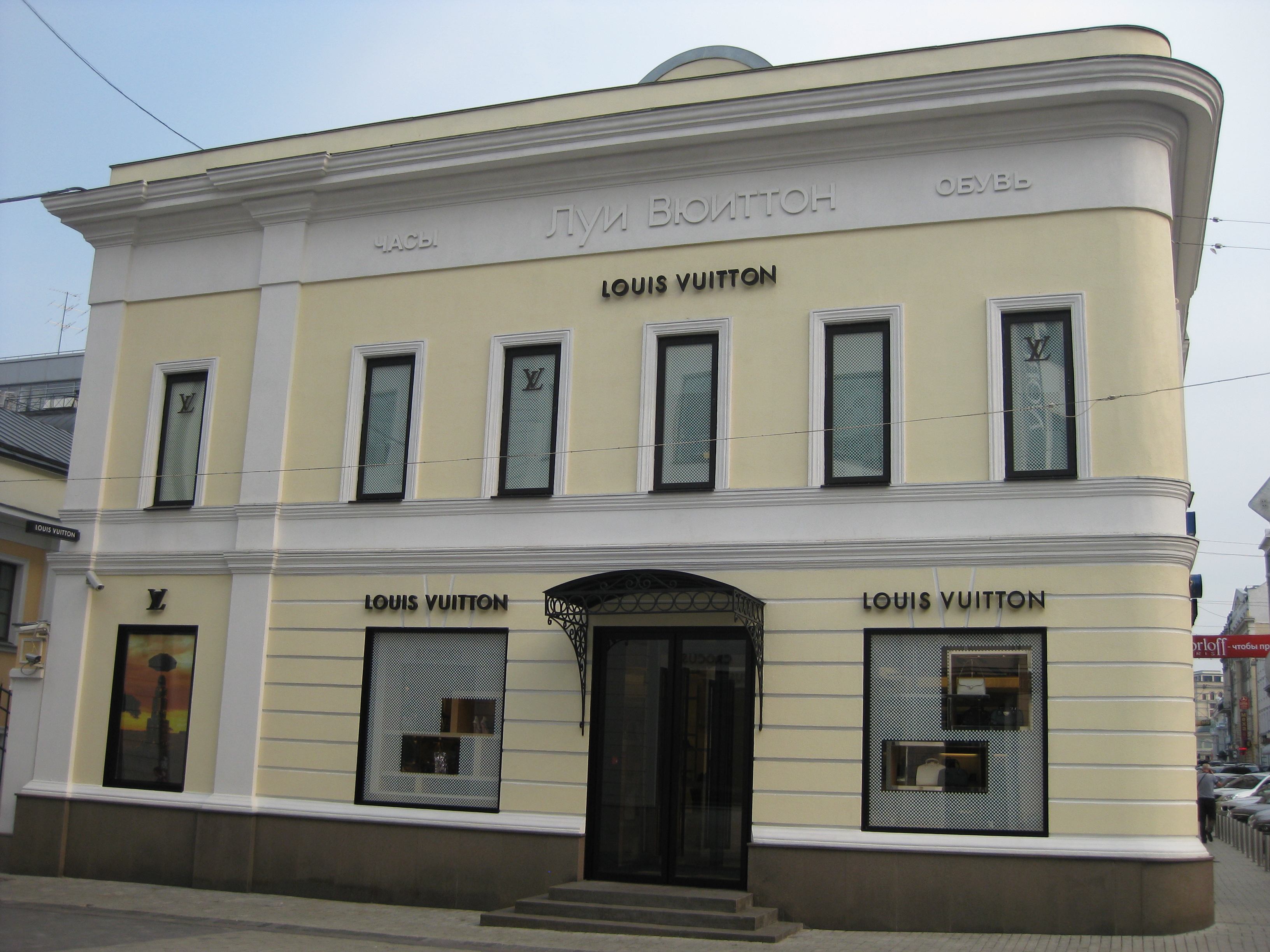
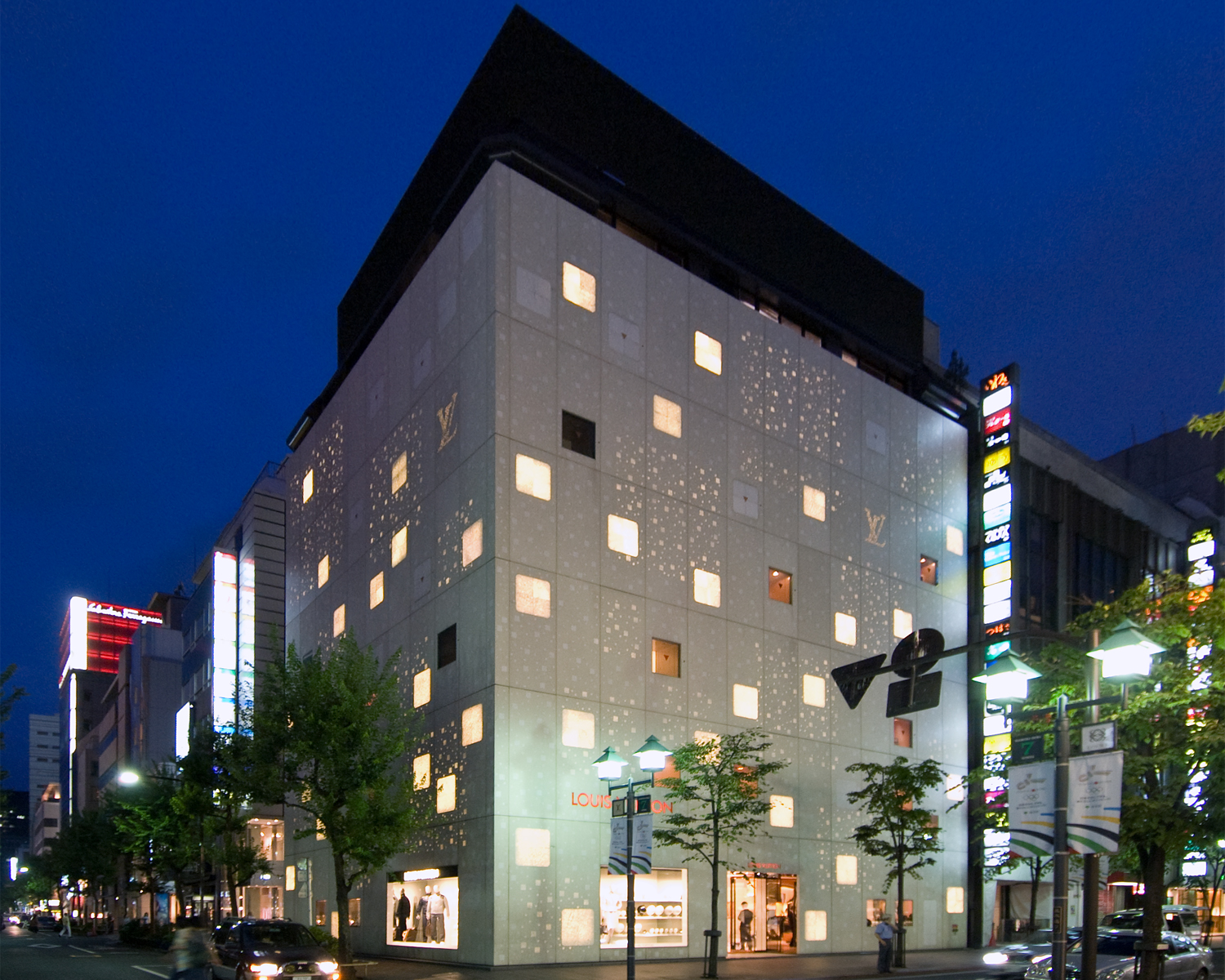
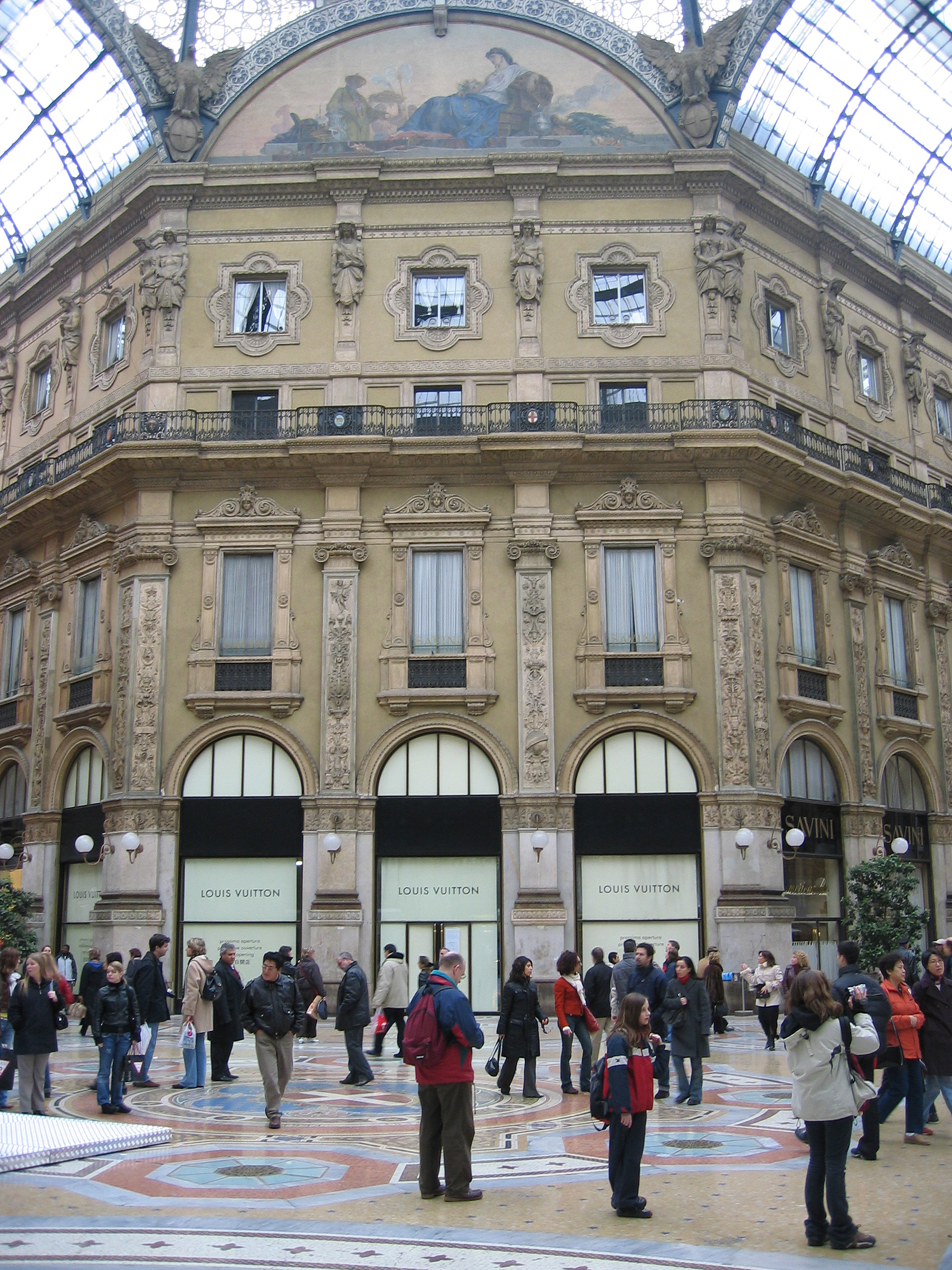
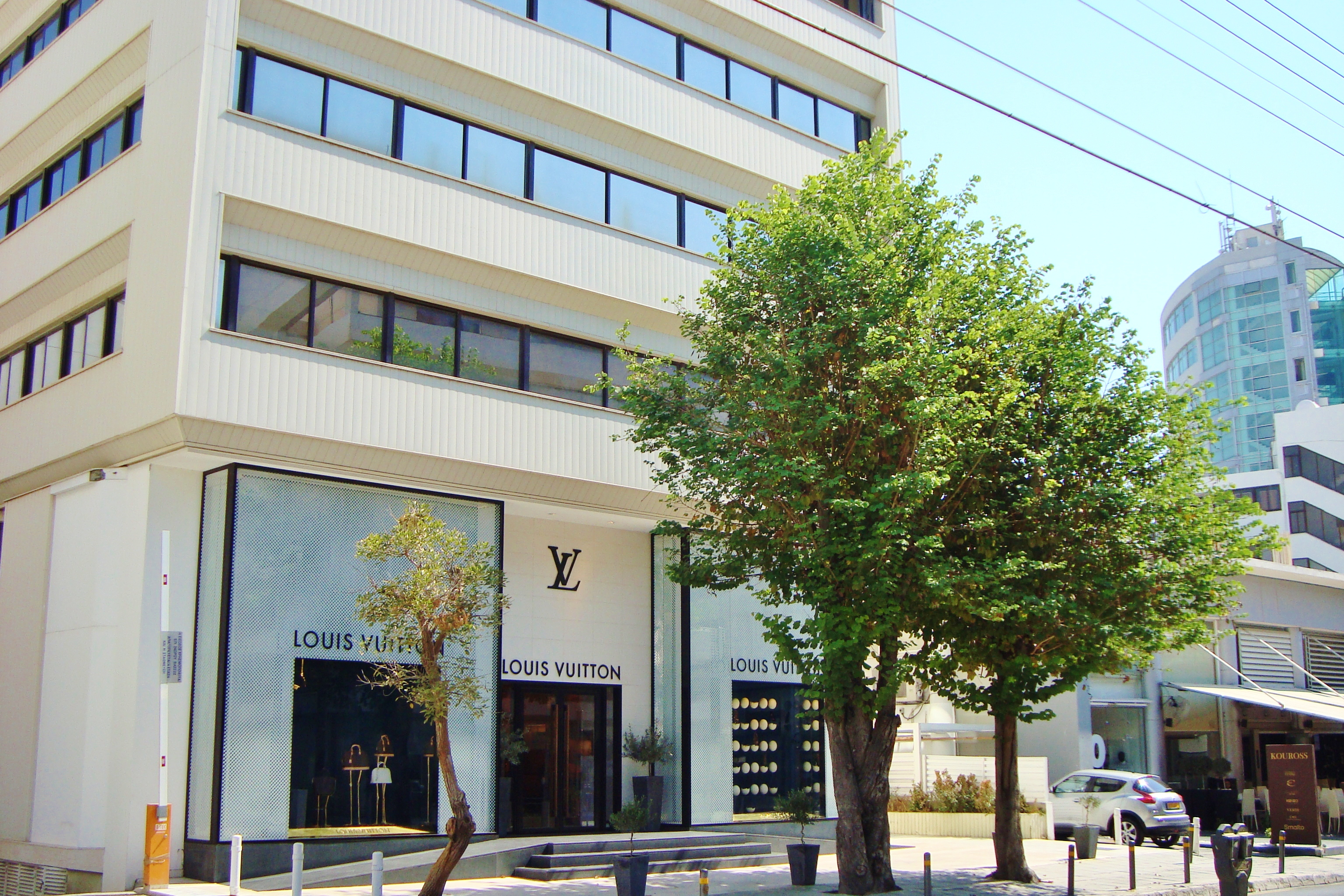
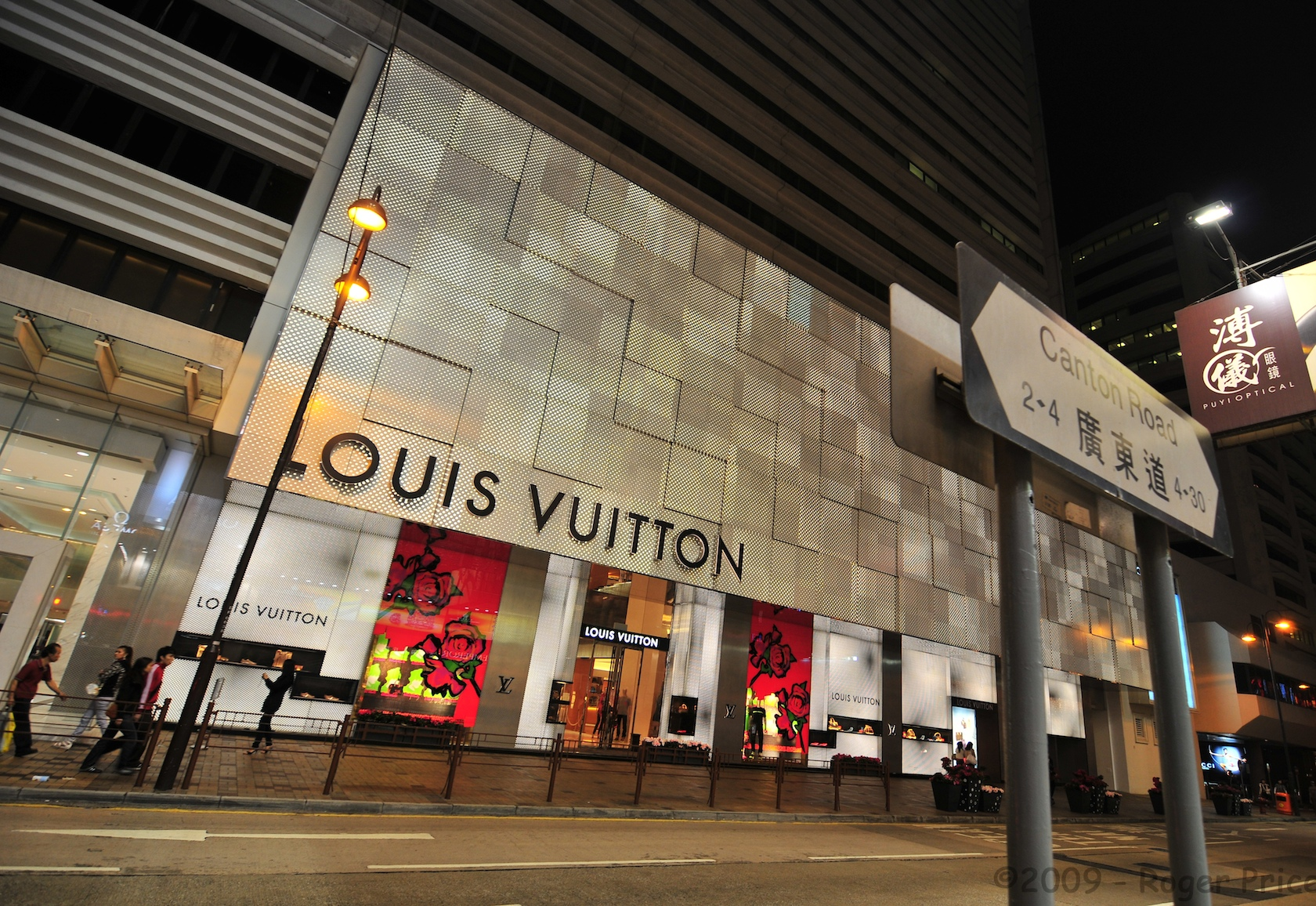
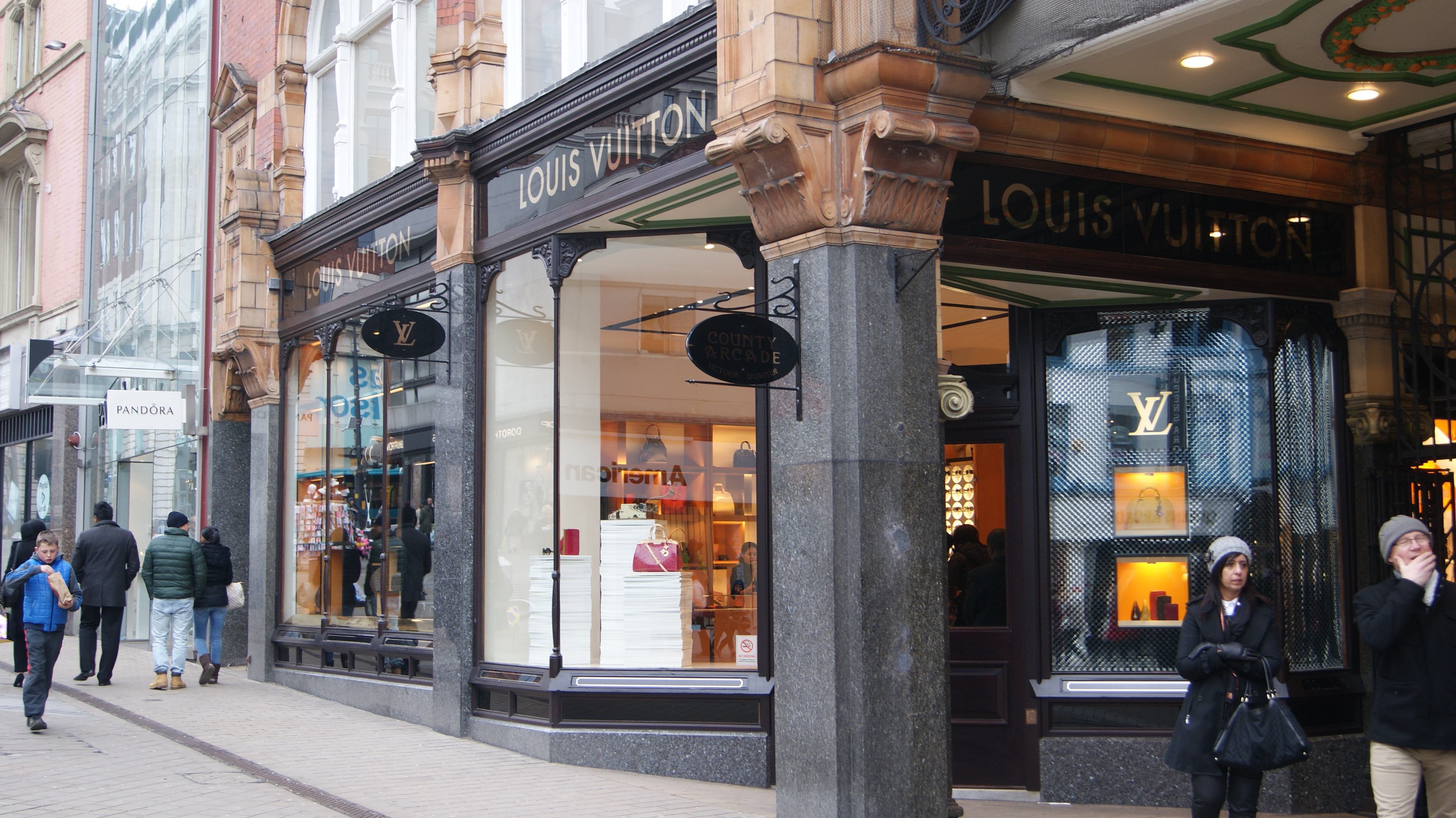
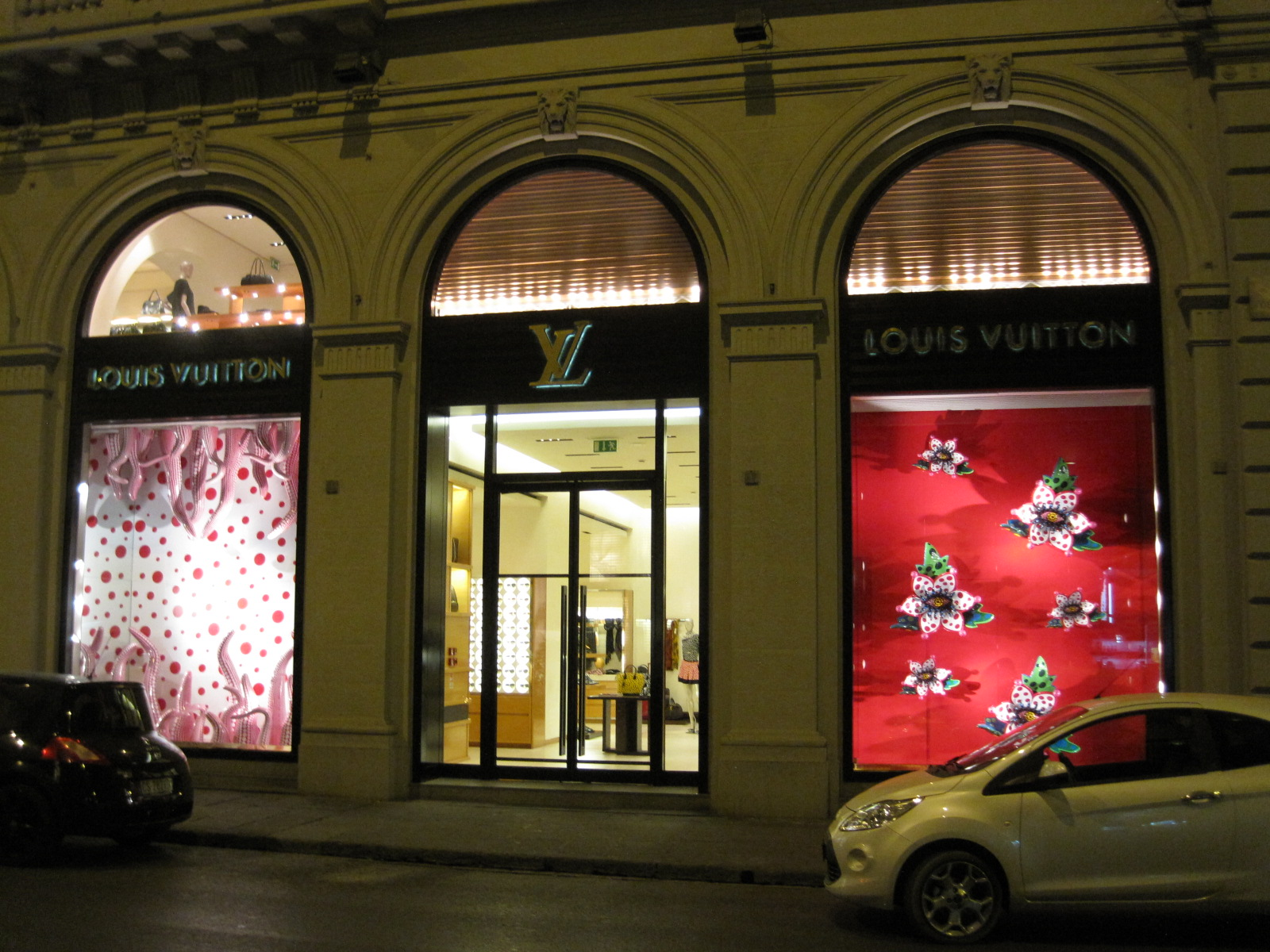
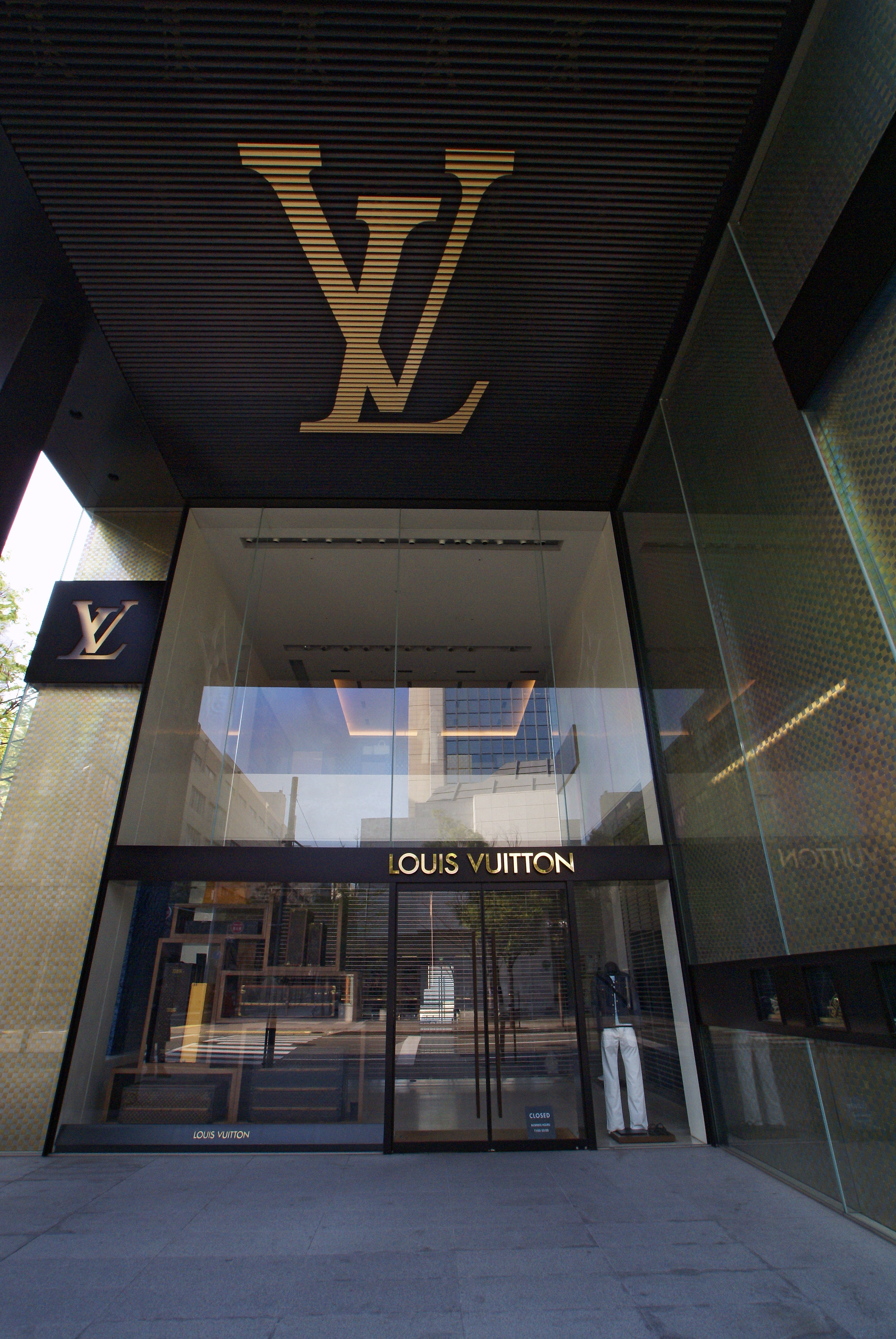